# Sparkasse Oberlausitz-Niederschlesien
Die Sparkasse Oberlausitz-Niederschlesien ist eine öffentlich-rechtliche Sparkasse mit Sitz im sächsischen Zittau. Das Geschäftsgebiet umfasst den gesamten Landkreis Görlitz. Die Sparkasse ist Mitglied im Ostdeutschen Sparkassenverband.

## Geschichte
Die Sparkasse Oberlausitz-Niederschlesien entstand aus der Fusion der Niederschlesischen Sparkasse und der Kreissparkasse Löbau-Zittau am 1. September 2005.

### Provinzialsparkasse der Oberlausitz

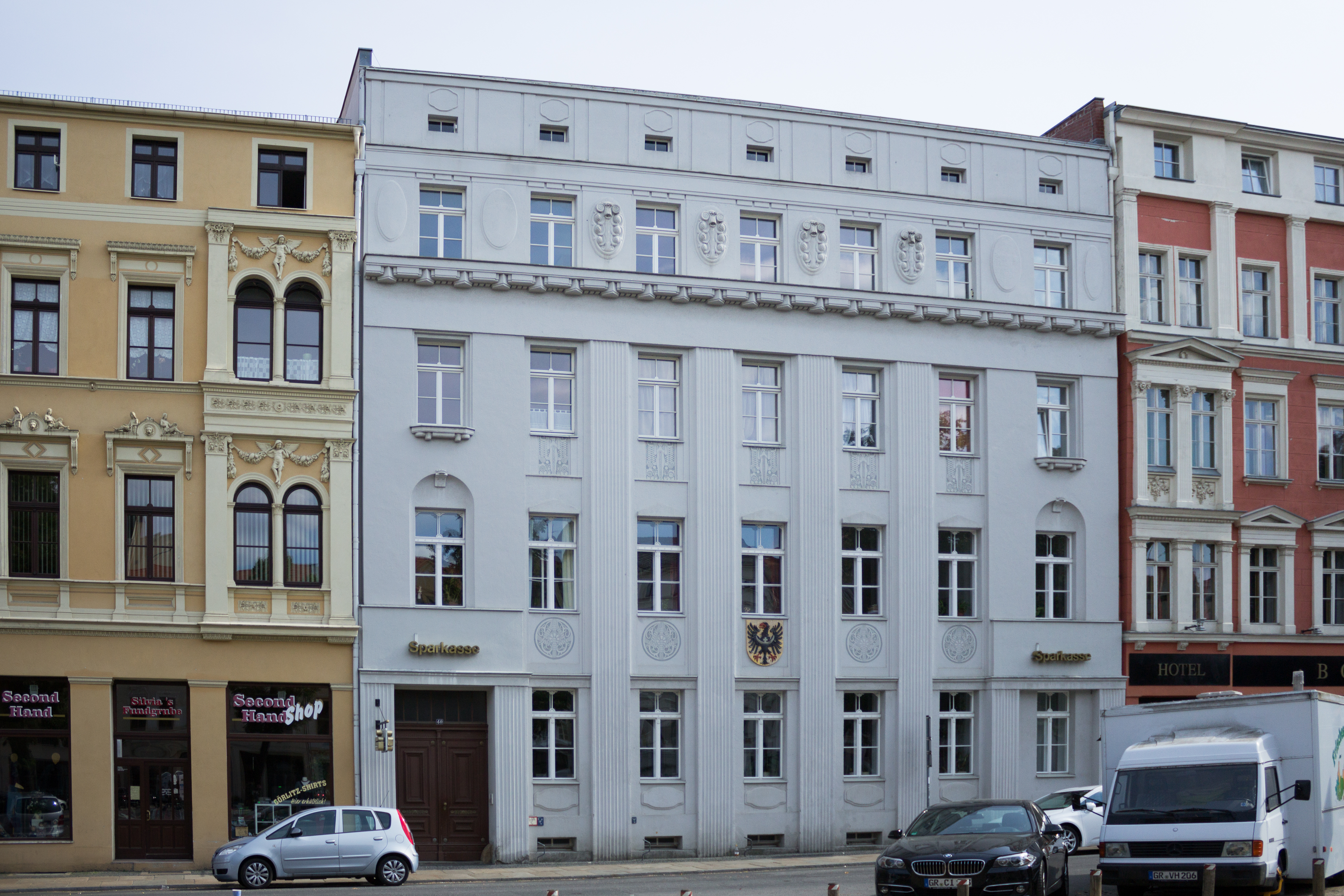
2015: Sparkasse in der Elisabethstr. 40, Görlitz, ehemals Hauptstelle der Oberlausitzer Provinzialssparkasse

Am 1. Oktober 1830 nahm die Oberlausitzer Provinzialsparkasse ihre Geschäftstätigkeit auf. Sie war eine so genannte Flächensparkasse und gegründet durch die oberlausitzischen Landstände im Bereich Preußen, später vertreten im Kommunallandtag der Oberlausitz. Die Provinzialsparkasse hatte Kassenstellen in Görlitz (Sitz und Hauptsparkasse) sowie Nebensparkassen unter anderem in Hoyerswerda, Muskau, Reichenbach und Rothenburg. Im Rahmen der nationalsozialistischen Bereinigung von Parallelstrukturen ordnete die Preußische Staatsregierung die Auflösung der Provinzialsparkasse zum Ende des Jahres 1938 an, die Kunden mit ihren Konten wurden den örtlich vertretenen Stadt- und Kreissparkassen übergeben, also in Görlitz der Stadtsparkasse.

### Stadtsparkasse Görlitz und Niederschlesische Sparkasse
Das Statut für die städtische Sparkasse Görlitz wurde am 15. Mai 1850 beschlossen. Am 6. Februar 1851 wurde die erste Filiale in der Langenstraße eröffnet. Die Sparkasse war im Parterre der Pfandleihanstalt untergebracht. Um 1860 bezog die Sparkasse Räumlichkeiten im Rathaus am Untermarkt. Zur gleichen Zeit etablierten sich neben dieser Hauptkasse am Untermarkt auch erste Zweigstellen, die Apotheker und Kaufleute nebenbei betrieben. Nach der Jahrhundertwende erhielt die Sparkasse an der Berliner Straße ihr eigenes Domizil. Zwischen 1909 und 1913 entstand der repräsentative Bau an der Ecke zum Postplatz. Die Hauptkasse blieb jedoch bis 1930 im Rathaus. Am 1. Januar 1939 wurden Teile der Oberlausitzer Provinzialsparkasse in die Stadtsparkasse eingegliedert. Nach dem Ende des Zweiten Weltkrieges wurde die Sparkasse in der Deutschen Demokratischen Republik zu einer zentral geleiteten Filialkasse. Erst nach der Wende erlebten die lokalen Sparkassen 1990 eine Renaissance. Im Jahr 1992 fusionierte die Stadtsparkasse Görlitz mit den Kreissparkassen Niesky und Weißwasser zur Niederschlesischen Sparkasse. Der Sitz der Niederschlesischen Sparkasse war Görlitz.
Ihr Geschäftsgebiet erstreckte sich über das Gebiet der kreisfreien Stadt Görlitz sowie des Kreises Niesky, Görlitz und Weißwasser. Nach der Kreisgebietsreform 1994 erstreckte sich das Geschäftsgebiet über die kreisfreie Stadt Görlitz und den Niederschlesischen Oberlausitzkreis.

### Kreissparkasse Löbau-Zittau
Das Geschäftsgebiet der Kreissparkasse Löbau-Zittau erstreckte sich über das Gebiet des Landkreises Löbau-Zittau.

## Literatur

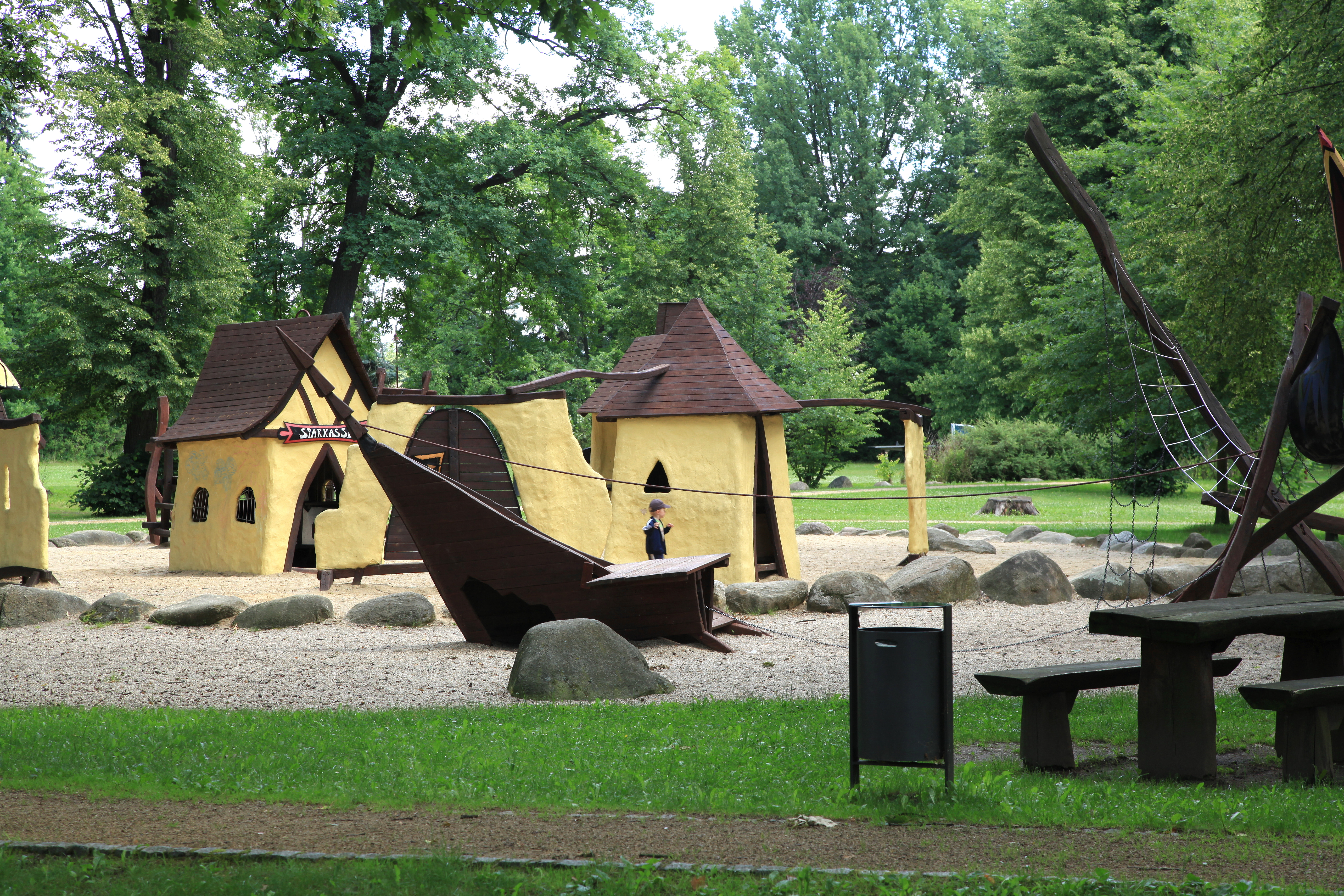
Von der Sparkasse Oberlausitz-Niederschlesien geförderter Knax-Spielplatz in Sproitz

## Geschäftszahlen
Die Sparkasse Oberlausitz-Niederschlesien wies im Geschäftsjahr 2023 eine Bilanzsumme von 4,549 Mrd. Euro aus und verfügte über Kundeneinlagen von 3,868 Mrd. Euro. Gemäß der Sparkassenrangliste 2023 liegt sie nach Bilanzsumme auf Rang 107. Sie unterhält 35 Filialen/Selbstbedienungsstandorte und beschäftigt 434 Mitarbeiter.